# 東北刺蝟冠狀病毒HKU31
東北刺蝟冠狀病毒HKU31（Erinaceus amurensis hedgehog coronavirus HKU31、Ea-HedCoV HKU31）是乙型冠狀病毒屬的一種病毒，在中國的東北刺蝟腸道樣本中發現，於2019年由香港大學的研究團隊發表。此病毒與感染西歐刺蝟的刺蝟冠狀病毒關係接近，核苷酸序列相似度為79.6%，與中東呼吸症候群冠狀病毒（MERS-CoV）的核苷酸序列相似度則為68.4%，這些病毒與扁顱蝠冠狀病毒HKU4與伏翼蝠冠狀病毒HKU5皆屬乙型冠狀病毒屬的Marbevirus亞屬。

## 基因組
東北刺蝟冠狀病毒HKU31的基因組約長30000nt，編碼冠狀病毒皆有的複製酶（1a/1b）和刺突蛋白（S）、膜蛋白（M）、外膜蛋白（E）與衣殼蛋白（N）等四種結構蛋白，另有3a、3b、4a、4b、5與8b等六個開放閱讀框編碼輔助蛋白，基因順序為1ab-S-3a-3b-4a-4b-5-E-M-N-8b，其中8b位於衣殼蛋白的開放閱讀框之內。
刺突蛋白的胺基酸序列分析與結構模擬顯示此病毒應不是使用二肽基肽酶-4（DPP4）為感染細胞的受體。